# Prestons
Prestons est une banlieue du côté nord-est de la cité de Christchurch dans la région de Canterbury dans l’Île du Sud de la Nouvelle-Zélande. Elle a une superficie de 398 km2.

## Toponymie
La banlieue a été nommée d’après Thomas Herbert Preston (1824–1884), un résident local et titulaire de la chaire d’Avon Road Board.

## Histoire
Elle fut d’abord planifiée comme une banlieue résidentielle en 2007 et construite à partir de 2010 .

## Démographie
Prestons couvre une surface de 3,98 km2.
Prestons avait une population de 3 048 habitants lors du recensement de 2018 en Nouvelle-Zélande, en augmentation de 2 811 personnes (soit 1186,1 %) depuis le recensement de 2013 en Nouvelle-Zélande  et une augmentation de 2 886 personnes ( soit 1781,5 %) depuis le recensement de 2006 en Nouvelle-Zélande.
Il y avait 1 137 logements.
On notait la présence de 1,485 hommes et 1,566 femmesdonnant ainsi un sex ratio de 0,95 homme pour une femme.
L’âge médian était de 39,8 ans (comparé avec les 37,4 ans au niveau  national), avec 624 personnes  (soit 20,5 %) âgé de moins de 15 ans, 462 personnes  (soit 15,2 %) âgées de 15 à 29 ans, 1,428 personnes (soit 46,9 %) âgées de 30 à 64 ans, et 534 personne(17,5 %) âgées de 65 ans ou plus.
L’ethnicité était pour 87,7 % européens/Pākehā, 8,1 % de Māoris, 1,8 % de personnes du Pacifique, 8,8 % asiatiques, et  2,6 % d’une autre ethnicité (le total fait plus de 100 % dans la mesure où les personnes peuvent s’identifier de multiples ethnicités).
La proportion de personnes nées outre-mer était de 19,8 %, comparée avec les  27,1 % au niveau national.
Bien que certaines personnes objectent de donner leur religion, 51,4 % n’avaient aucune religion, 39,2 % étaient chrétiens, 1,6 % étaient hindouistes , 0,2 % étaient musulmans, 0,5 % étaient  bouddhistes et 1,8 % avaient une autre religion.
Parmi ceux de plus de 15 ans d’âge: 591 personnes (24,4 %) avaient un niveau de bachelier ou un degré supérieur et 306 personnes (soit 12,6 %) n’avaient aucune qualification formelle.
Les revenus médians étaient de 43,900 $, comparés aux 31,800 $ au niveau national.
Le statut d’emploi de ceux de plus de 15 ans était pour 1,317 personnes (54,3 %) employés à plein temps, 378 personnes (15,6 %) étaient à temps partiel et 51 personnes (2,1 %) étaient sans emploi.